# Леон Завадовски
Лѐон Завадо̀вски (на полски: Leon Zawadowski; на английски: Leo Zawadowski) е полско-канадски езиковед романист и теоретик на езика, професор, преподавател във Варшавския и Вроцлавския университет, където ръководи Катедрата по общо езикознание. След като емигрира през 1969 година, за кратко преподава в университета на Индиана в Блумингтън. През 1971 година се мести в Канада. Там води лекции в университет „Лейкхед“ в Тъндър Бей.

## Научни трудове
- Zagadnienie teorii zdań względnych (1948)
- Rzeczywi-sty i pozorny wpływ kontekstu na znaczenie (1951)
- Constructions gram-maticales et formes périphrastiques (1959)
- Lingwistyczna teoria języka (1966)